# Démétrios Chalcondyle
Pour les articles homonymes, voir Chalcondyle.
Démétrios Chalcondyle (Démétrius, Chalcocondylas, Chalcondyles, Chalkokondilès..., en grec Δημήτριος Χαλκοκονδύλης) (août 1423 - 9 janvier 1511) est un auteur byzantin qui a contribué à répandre à l'Ouest de l'Europe la connaissance et le goût des lettres grecques. 

## Biographie
Il est né à Athènes en août 1423. En 1447, il émigre en Italie où  le cardinal Bessarion le prend sous sa protection. En 1463, il devient professeur à Padoue. En 1479, il est appelé à Florence par Laurent de Médicis pour y reprendre le poste laissé vacant par Jean Argyropoulos. En compagnie de Marsile Ficin, Ange Politien et Théodore de Gaza, il contribue à la renaissance des lettres grecques en Europe occidentale. Pendant son séjour à Florence, il a parmi ses nombreux élèves le philosophe et théologien allemand Johannes Reuchlin, l'érudite Alessandra Scala....
En 1492, il revient à Milan où il meurt le 9 janvier 1511.

## Œuvres
On lui doit :
- Une Grammaire grecque, Milan, 1493 ;
- Un recueil intitulé Cornucopia (« La Corne d'abondance »), 1499 ;
- Les premières éditions d'Homère (Florence, 1488), d'Isocrate (Milan, 1493), et de Suidas (Milan, 1499).